# Barriemore Barlow
Barry "Barriemore" Barlow (Birmingham, 10 september 1949) is een drummer, voornamelijk bekend als drummer van de Britse progressieve rockband Jethro Tull tussen 1971 en 1980. Hij was een schoolvriend van Ian Anderson (net als John Evan en Jeffrey Hammond-Hammond).
Barlow verliet Jethro Tull in 1980 na de Stormwatchtour en ging werken als studiomuzikant voor onder andere Robert Plant, John Miles en Jimmy Page en heeft tijdelijk een eigen band genaamd Storm gehad.
Tegenwoordig werkt Barlow als producer en manager van The Turnstiles. Hij heeft een eigen privéstudio genaamd The Doghouse, die hij verhuurt aan onder andere Gary Moore en Asia.
Barlow staat bekend als een erg technische en creatieve drummer. John Bonham noemde hem "the greatest rock drummer England ever produced".
Barlow over zijn periode als drummer in Jethro Tull:
"I've always admired people who invent — and on a percussion level I admire inventors of rhythm. I tried to strive for that in Tull, but now I go to great lengths to advise the drummers in the bands I'm managing not to play anything like I used to play in Tull, because it was so busy and over-the-top."
- Bibsys: 7063093
- Gemeinsame Normdatei: 134621166
- International Standard Name Identifier: 0000 0000 5831 154X
- MusicBrainz: ab99a5a7-26cb-42e8-abbd-9eebb6c2d40a
- Nationale Bibliotheek van Tsjechië: xx0084591
- Virtual International Authority File: 79699634
- WorldCat: E39PBJfcM4YBpTkpvwgbGW4Xh3